# Грем'ячево (Каракулинський район)
Грем'я́чево (рос. Гремячево, удм. Гремячево) — присілок у складі Каракулинського району Удмуртії, Росія.
Населення — 103 особи (2010; 138 у 2002).
Національний склад:
- росіяни — 80 %